# 1870 in Italia

## Avvenimenti

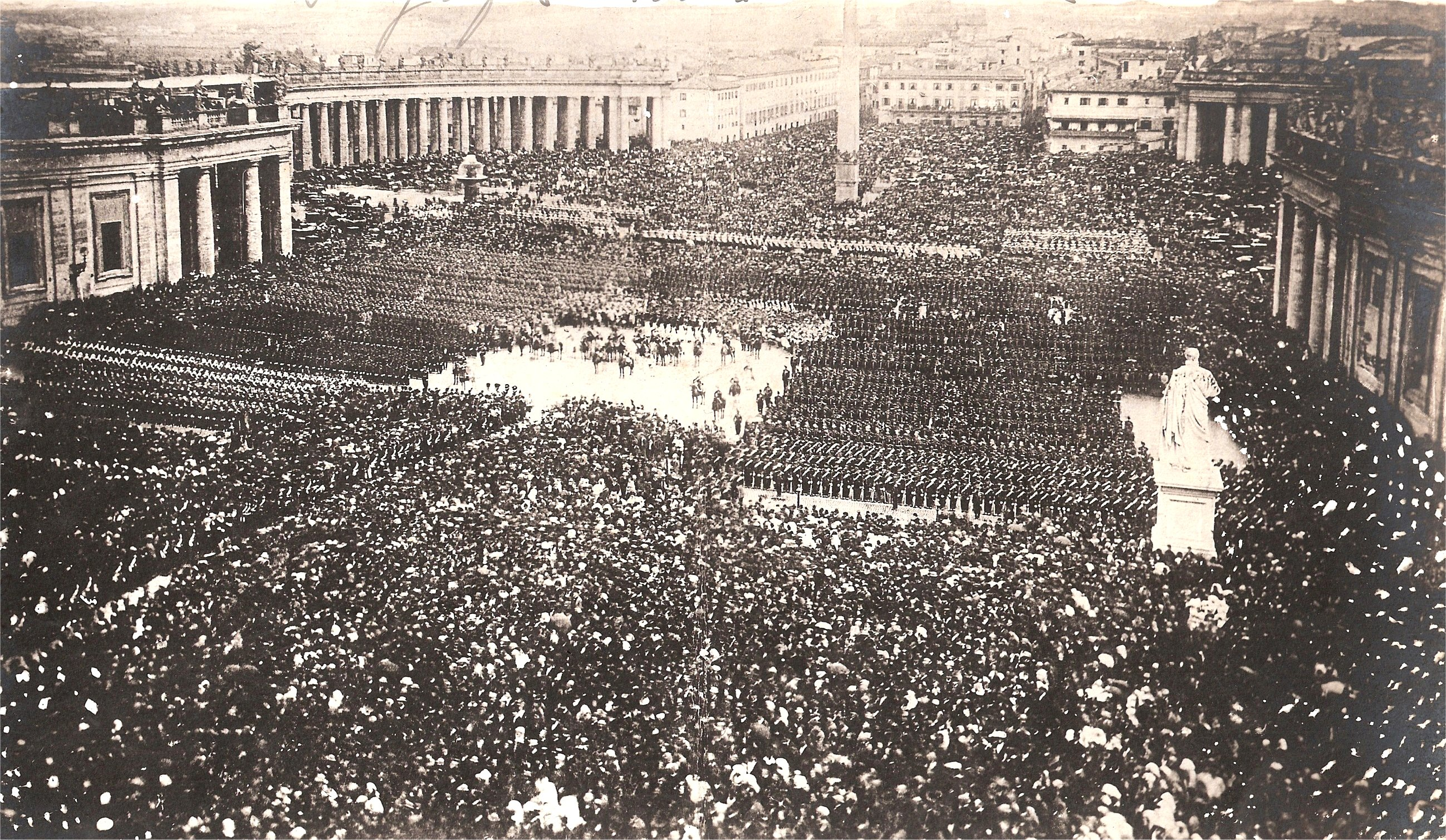
25 aprile: Il papa-re Pio IX benedice per l'ultima volta le sue truppe in Piazza San Pietro, meno di 5 mesi prima della presa di Roma.

- 25 aprile: Il papa-re Pio IX benedice per l'ultima volta le sue truppe in Piazza San Pietro, meno di 5 mesi prima della presa di Roma.18 luglio: Il concilio Vaticano I (dicembre 1869- ottobre 1870) sancisce il dogma dell'infallibilità papale con l'enciclica Pastor aeternus[1].

- 4 agosto: inizio della ritirata della guarnigione francese di Civitavecchia[2].

- 14 agosto: Giuseppe Mazzini, venuto da Genova, è arrestato Palermo e imprigionato a Gaeta[3].

- 27 agosto: esecuzione a Milano del repubblicano Pietro Barsanti, che aveva tentato di impadronirsi della caserma di Pavia il 24 marzo[4].

- 4 settembre: caduta del Secondo Impero, protettore dello Stato pontificio; la guarnigione francese di Civitavecchia è rimpatriata[5].

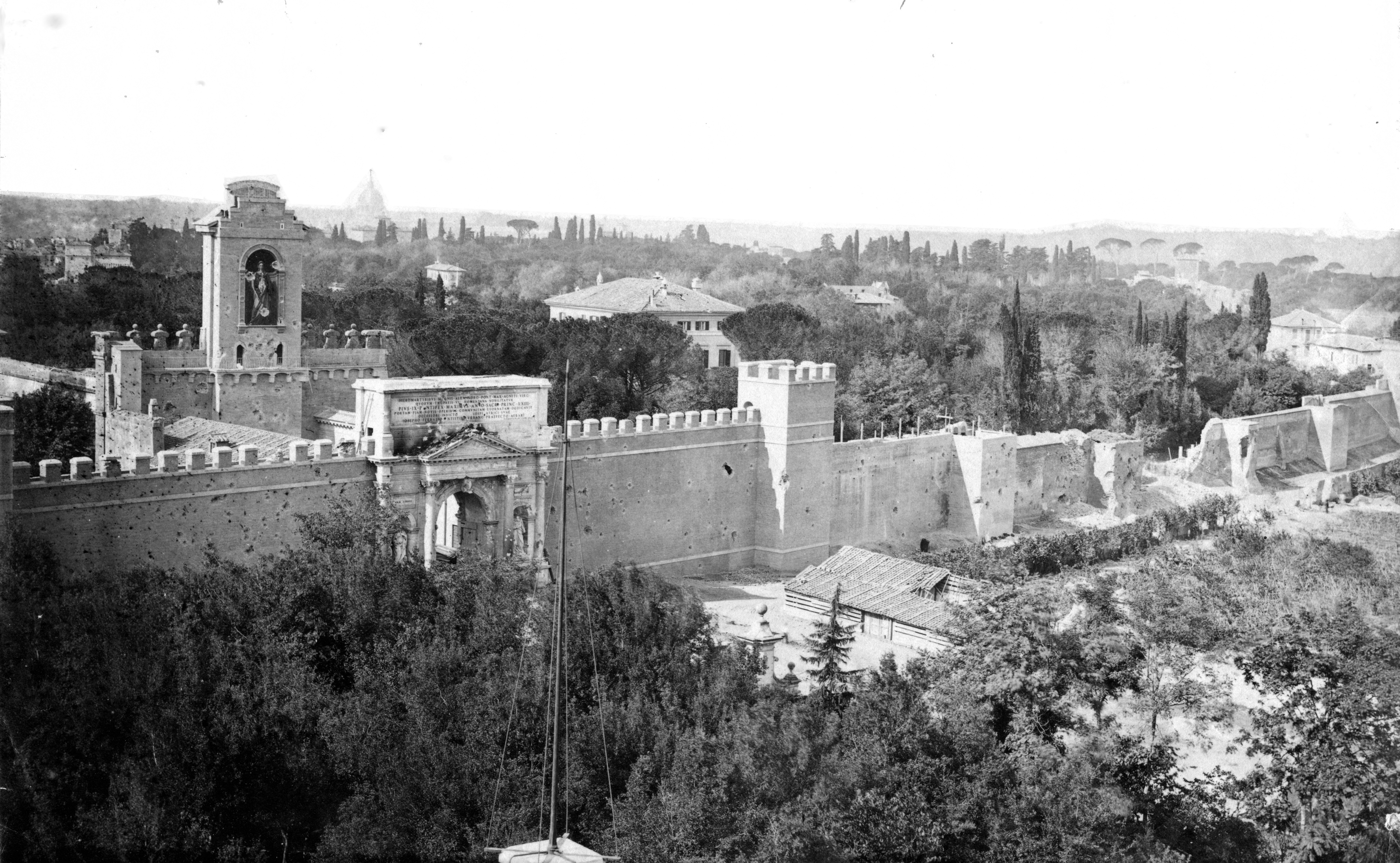
20 settembre: breccia di Porta Pia, che permette l'ingresso delle truppe italiane a Roma e l'Unificazione dell'Italia.

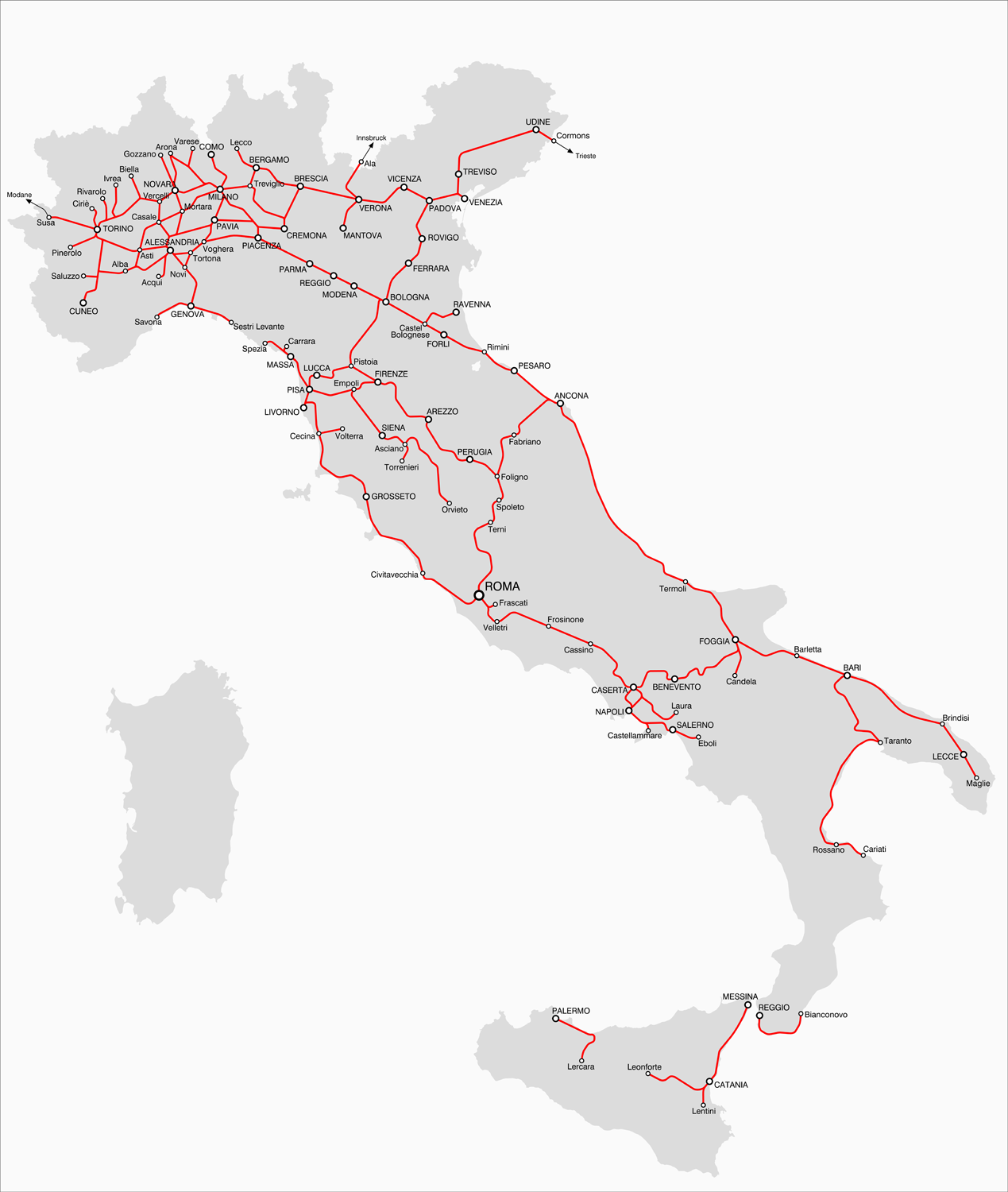
La rete ferroviaria italiana al 20 settembre 1870.

- 20 settembre: battaglia di Porta Pia. Le truppe di Vittorio Emanuele II entrano a Roma e annettono  la città al regno d'Italia[1].

- 7 ottobre: Garibaldi arriva a Marsiglia per mettersi a disposizione della Francia nella guerra franco-prussiana. Il 13 ottobre organizza l'Armata dei Vosgi a Dole[6].

- 2 ottobre: plebiscito di Roma per l'annessione al Regno d'Italia del territorio di Roma e del Lazio. Il risultato fu 133.681 "sì" contro 1.507 "no"[7].

- 9 ottobre: con il plebiscito  finiscono de facto gli Stati pontifici la cui origine risale a Pipino il Breve e i territori sono riuniti all'Italia[8]. La loro esistenza sarà abolita ufficialmente solo nel  1929, con i  Patti Lateranensi.

- 20 ottobre: a causa della presa di Roma Pio IX si interrompe il Concilio Vaticano I. Non sarà mai riaperto[9].

- 20 e 27 novembre: elezioni legislative[10].
- 5 dicembre: inizio della XI legislatura[10].

## Editoria
- vengono pubblicati:
  - Storia della letteratura italiana, opera di Francesco De Sanctis
  - Novo vocabolario della lingua italiana secondo l'uso di Firenze, vocabolario commissionato dal ministero della pubblica istruzione
  - Clelia, o il governo dei preti, romanzo di Giuseppe Garibaldi.
  - Vita di Alberto Pisani, romanzo breve autobiografico di Carlo Dossi.

- esce il Fanfulla, quotidiano satirico fondato a Firenze e spostato a Roma nel 1871[11].

### Musica
- 19 marzo: prima mondiale de Il Guarany, opéra-ballet in quattro atti del compositore brasiliano Antônio Carlos Gomes al Teatro alla Scala, a Milano.